# ベイビーシャーク・ビッグ・ショー
ベイビーシャーク・ビッグ・ショー (朝: 아기상어: 올리와 윌리엄、英: Baby Shark's Big Show!) は、韓国のテレビアニメ。本作では、ピンクフォン(ピンキッツ)版「サメのかぞく」という童謡楽曲が基となっている。

## 放送・配信
韓国ではEBSにて2020年12月25日から放送、アメリカ合衆国ではニコロデオンにて2020年12月11日から放送されている。
日本では、『ベイビーシャークのわくわくショー』というタイトルで2022年4月2日よりBSJapanextにて放送開始し、2023年6月まで放送した。同年11月からは楽天のRチャンネル、同年12月からはParamount+（WOWOWオンデマンド・J:COM STREAM）にてそれぞれ配信されている。

## キャラクター
ブルックリン・ベイビー・シャーク(Baby Shark Brooklyn)
声 - キム・ソヨン (朝鮮語版)、キミコ・グレン (英語版)、神戸光歩 (日本語版)
本作の主人公、とっても元気なオスのサメ。
ウィリアム (William)
声 - ヨ・ミンジョン (朝鮮語版)、ルーク・ヤングブラッド (英語版)、河本邦弘 (日本語版)
ブリモドキの男の子、ブルックリンとは仲の良い親友。
マミー・シャーク「ママザメ」 (Mommy Shark)
声 - ムン・ナムスク (朝鮮語版)、ナターシャ・ロスウェル (英語版)、鈴木咲 (日本語版)
ブルックリンのママ。
ダディ・シャーク「パパザメ」 (Daddy Shark)
声 - チョン・ジェホン (朝鮮語版)、エリック・エデルシュタイン (英語版)、荻沢俊彦 (日本語版)
ブルックリンのパパ。
グランマ・シャーク「おばあちゃんザメ」 (Grandma Shark)
声 - キム・ウンア (朝鮮語版)、デブラ・ウィルソン (英語版)、榊夏美 (日本語版)
ブルックリンのおばあちゃん。
グランパ・シャーク「おじいちゃんザメ」 (Grandpa Shark)
声 - イ・ウォンチャン (朝鮮語版)、パトリック・ウォーバートン (英語版)、稲垣杏橘 (日本語版)
ブルックリンのおじいちゃん。
チャックス (Chucks)
声 - アレックス・カザレス (英語版)、夏谷美希 (日本語版)
メスのタツノオトシゴ
ボラ (Vola)
声 - キンバリー・ブルックス (英語版)、大平あひる (日本語版)
メスのタコ
メイソン (Mason)
声 - テディ・ウォルシュ (英語版)、? (日本語版)
オスのカニ
ゴールディ (Goldie)
声 - コール・エスコラ (英語版)、榊夏美 (日本語版)
メスの金魚
ハンク (Hank)
声 - ジョージ・キダー（英語版）、熊谷海麗 (日本語版)
オスのクジラ
シャドー (Shadow)
声 - クリスティーナ・パチェリ（英語版）、? (日本語版)
オスのサメ
ベイトとスイッチ (Bait and Switch)
声 - ラマ・ヴァルリーとタラ・ストロング（英語版）、?と? (日本語版)
シャドーのサイドキック。ベイトは、パープルタンのオス。スイッチは、エンゼルフィッシュのメスである。
レイナ・レイ (Rayna Ray)
声 - シェルビー・ヤング（英語版）、熊谷海麗 (日本語版)
ニュースリポーターをしているオニイトマキエイ、ウィリアムの母でもある。
マーティー・ミノウ (Marty Minnow)
声 - グリフィン・プアトゥ（英語版）、? (日本語版)
オスのミノー、眼鏡をかけている。

## 各話リスト

### 挿話
| 話数 | 原題                                               | 朝鮮語版題                                      | 日本語版題                                   | 放送日                     | 放送日                       | 放送日         |
| ---- | -------------------------------------------------- | ----------------------------------------------- | -------------------------------------------- | -------------------------- | ---------------------------- | -------------- |
| 1    | All I Want for Fishmas                             | 피스마스 대소동                                 | メリーフィッシュマス                         | 2020年12月11日             | 2020年12月25日               | 2022年11月5日  |
| 2    | Fish Friends ForeverJelly Pox                      | 바닷속 밴드왕은 바로 나!바다 수두는 무서워!     | 大切な仲間たちゼリーブツブツ                 | 2021年4月2日2023年3月6日   | 2021年9月8日2021年9月2日     | 2022年4月2日   |
| 3    | Baby ToothSlobber Slug                             | 이빨아, 돌아와 줘공포의 질질팽이                | グラグラの歯ロッキーを救え                   | 2021年3月26日              | 2021年9月1日2021年9月9日     | 2022年4月9日   |
| 4    | Super-SharkWilliam vs. Wild                        | 출동! 슈퍼상어윌리엄은 겁쟁이                   | 僕たちスーパーヒーローこわがり対決           | 2021年4月9日2021年4月16日  | 2021年9月16日2021年9月15日   | 2022年4月16日  |
| 5    | Legendary LootYup Day                              | 전설의 보물오늘은 네네데이                      | 伝説のお宝イエスの日                         | 2021年6月18日              | 2021年9月22日2021年9月23日   | 2022年4月23日  |
| 6    | When You Wish Upon a FishShark-Off                 | 소원을 말해봐내가 바로 진짜 상어!               | ヒトデに願いをサメ・バトル                   | 2021年6月25日2021年7月2日  | 2021年9月29日2021年9月30日   | 2022年4月30日  |
| 7    | The Show Must Flow OnDetective Baby Shark          | 골디는 뮤지컬 스타명탐정 아기상어 올리와 윌리엄 | スター誕生名探偵登場                         | 2021年7月16日              | 2021年10月6日2021年10月7日   | 2022年5月7日   |
| 8    | Baby MayorSink or Swim                             | 올리는 시장님우리 가족 최고 쇼                  | ベイビー市長になる最強のファミリー           | 2021年7月9日2021年7月23日  | 2021年10月27日2021年10月28日 | 2022年5月14日  |
| 9    | Captain KelpTeensy the Tardigrade                  | 출동, 해초맨!돌아와 줘, 쪼꼬미야!               | 小さなヒーロー僕のペット                     | 2021年8月6日2021年7月30日  | 2021年11月3日2021年11月4日   | 2022年5月21日  |
| 10   | ShadowlandMedieval Tides                           | 환상의 터보랜드뾰족이빨왕국 기사단              | やりすぎ遊園地僕たちは戦士                   | 2021年9月10日              | 2021年11月10日2021年11月11日 | 2022年5月28日  |
| 11   | Baby Shark's Haunted HalloweenWavey Jones' Locker  | 올리의 오싹오싹 핼러윈웨이비 존스의 사물함      | ハロウィンのおばけ波乗りジョーンズのロッカー | 2021年10月20日             | 2021年11月17日2021年11月18日 | 2022年6月4日   |
| 12   | DaddyshackRocky-Bye                                | 아빠상어는 골프왕혼자서도 할 수 있어!           | 弱虫ダディーさよならロッキー                 | 2021年10月8日              | 2021年11月24日2021年11月25日 | 2022年8月6日   |
| 13   | Rainy Day RoundupDeep Goo Sea                      | 빗속의 카우보이바다끈적이의 습격                | カウボーイ大冒険ネバネバモンスター           | 2021年11月12日             | 2022年12月1日2022年12月2日   | 2022年8月13日  |
| 14   | Coach GrandmaBusy Baby                             | 할머니상어는 따개비볼 감독님올리는 바빠요       | グランマは名コーチへとへとベイビー           | 2022年2月7日               | 2022年5月31日2022年5月30日   | 2022年8月20日  |
| 15   | Snowball BonanzaThe Present                        | 눈싸움 대축제최고의 선물은?                     | 旗取り雪合戦こっそりサンタ                   | 2021年12月9日              | 2022年6月6日2022年6月7日     | 2022年11月12日 |
| 16   | Shark StrengthGood Trouble                         | 올리 파워 길들이기착한 말썽                     | シャーク・パワー！歌の力                     | 2022年1月21日              | 2022年6月13日2022年6月14日   | 2022年8月27日  |
| 17   | Best Fin-Ship DayThe Great Skate Case              | 완벽한 우정데이라라는 피시보드 히어로           | 仲良し記念日消えたお魚スケボー               | 2022年2月14日              | 2022年6月20日2022年6月21日   | 2022年9月3日   |
| 18   | William Manta: News FishSleeping Like a Baby Shark | 특종을 잡아라, 윌리엄!올리는 혼자서도 잘 자요   | ニュースを探せ！ぐっすりベイビー             | 2022年7月22日              | 2022年6月27日2022年6月28日   | 2022年9月10日  |
| 19   | The Seaweed SwayFlow Bros                          | 나만의 해조 댄스방울과 흘러흘러                 | ワカメゆらゆらダンスプカプカ泡はどこへ       | 2022年4月15日              | 2022年7月4日2022年7月5日     | 2022年9月17日  |
| 20   | A Shark Day's NightBad Hank                        | 지느러미 밴드의 바쁜 하루행구는 터프해          | ロックスターは大忙し強がりハンク             | 2022年4月22日              | 2022年7月11日2022年7月12日   | 2022年9月24日  |
| 21   | Shark PrankLagoon Lemonade                         | 장난꾸러기 대마왕뽀드득 레모네이드              | いたずらグランマざぶーんレモネード           | 2022年4月1日               | 2022年7月19日2022年7月18日   | 2022年10月1日  |
| 22   | The Lost JellyThe Coral Dilemma                    | 길 잃은 뽈록이산호초를 구해줘!                  | 迷子のクラゲサンゴの大ピンチ                 | 2022年7月29日              | 2022年8月1日2022年8月2日     | 2022年10月8日  |
| 23   | Operation Happy MommiesBuds at First Bite          | 행복한 엄마 대작전깨물어 버릴거야!              | 母の日大作戦ピラニアは噛んじゃダメ           | 2022年5月6日               | 2022年7月25日2022年7月26日   | 2022年10月15日 |
| 24   | A Mail Whale TaleSwimming With The Sharks          | 우체부가 될거야유명해지고 싶어                  | 僕たちは郵便チームシャーク家はテレビスター   | 2022年9月28日2022年9月29日 | 2022年8月16日2022年8月15日   | 2022年10月22日 |
| 25   | A Tail of Two FathersWelcome Wagon                 | 내 캠핑이 최고야달라도 괜찮아                   | 仲良しキャンプイルカになったベイビー         | 2022年6月17日              | 2022年8月8日2022年8月9日     | 2022年10月29日 |
| 26   | The Masked FishyThe Best Friends Game              | 올리와 오페라의 유령최고의 짝꿍을 찾아라        | 謎のお魚仮面どっちが親友ゲーム               | 2022年9月26日2022年9月27日 | 2022年8月22日2022年8月23日   | 2022年11月19日 |

### 短い挿話
| 話数 | 原題                  | 朝鮮語版題        | 日本語版題 | 放送日        | 放送日        | 放送日 |
| ---- | --------------------- | ----------------- | ---------- | ------------- | ------------- | ------ |
| 1    | Crumb of a Clue       | 단서를 찾아서     | TBA        | 2021年2月26日 | 2021年6月11日 | TBA    |
| 2    | The Bunny Slug        | 귀여운 건 못 참아 | TBA        | 2021年2月26日 | 2021年6月18日 | TBA    |
| 3    | Operation Cool Quest  | 멋진 모험         | TBA        | 2021年2月26日 | 2021年6月25日 | TBA    |
| 4    | No Time for Timeouts  | 계속 놀고싶어요   | TBA        | 2021年2月26日 | 2021年7月2日  | TBA    |
| 5    | Knock it Off          | 내 택배 언제 와요 | TBA        | 2021年2月26日 | 2021年7月9日  | TBA    |
| 6    | Goldie's Lock         | 골디의 보물 상자  | TBA        | 2021年5月14日 | 2021年7月23日 | TBA    |
| 7    | Chore Song            | 청소는 즐거워     | TBA        | 2021年5月21日 | 2021年7月30日 | TBA    |
| 8    | Mommy Works From Home | 엄마의 재택근무   | TBA        | 2021年5月28日 | 2021年8月6日  | TBA    |
| 9    | Hide and Hunt         | 윌리엄을 찾아라   | TBA        | 2021年6月11日 | 2021年7月16日 | TBA    |
| 10   | Luck of the Claw      | 행운의 집게 뽑기  | TBA        | 2021年6月4日  | 2021年8月13日 | TBA    |

### 特別挿話
| 話数 | 原題                      | 朝鮮語版題 | 日本語版題 | 放送日        | 放送日 | 放送日 |
| ---- | ------------------------- | ---------- | ---------- | ------------- | ------ | ------ |
| 1    | Live from the Shark House | TBA        | TBA        | 2021年4月23日 | TBA    | TBA    |
| 2    | Get Your Game On          | TBA        | TBA        | 2021年5月7日  | TBA    | TBA    |

### 映画
| 原題                    | 朝鮮語版題                          | 日本語版題                         | 配信日        | 配信日       | 配信日        |
| ----------------------- | ----------------------------------- | ---------------------------------- | ------------- | ------------ | ------------- |
| Baby Shark's Big Movie! | 아기상어 극장판: 사이렌 스톤의 비밀 | ベイビーシャークのわくわくムービー | 2023年12月8日 | 2024年4月7日 | 2024年9月13日 |

## ピンキッツマジカルタイム
日本のオリジナル番組。未就学児を対象とした教育番組。2023年9月30日よりLeminoにて配信開始。2024年1月6日よりこども・アニメ専門チャンネル「キッズステーション」にて放送開始。
『ベイビーシャーク・ビッグ・ショー』からベイビーシャーク（声：小金てるひさ）が出演。共演キャラクターに、韓国のテレビアニメ『ピンキッツワンダースター』からピンキッツ（声：小金はな）が選ばれている。テレビアニメではなく、着ぐるみキャラクターでの出演。他、國分亜沙妃、住谷哲栄、米倉柚、西村瑞季、今村一誌洋（声のみ）が出演。